# Chrysometa
Chrysometa är ett släkte av spindlar. Chrysometa ingår i familjen käkspindlar.

## Dottertaxa tillChrysometa, i alfabetisk ordning[1]
- Chrysometa acinosa
- Chrysometa adelis
- Chrysometa alajuela
- Chrysometa alboguttata
- Chrysometa allija
- Chrysometa antonio
- Chrysometa aramba
- Chrysometa aureola
- Chrysometa banos
- Chrysometa bella
- Chrysometa bigibbosa
- Chrysometa bolivari
- Chrysometa bolivia
- Chrysometa boquete
- Chrysometa boraceia
- Chrysometa brevipes
- Chrysometa browni
- Chrysometa buenaventura
- Chrysometa buga
- Chrysometa butamalal
- Chrysometa cali
- Chrysometa calima
- Chrysometa cambara
- Chrysometa carmelo
- Chrysometa cebolleta
- Chrysometa chica
- Chrysometa chipinque
- Chrysometa choroni
- Chrysometa chulumani
- Chrysometa churitepui
- Chrysometa claudia
- Chrysometa columbicola
- Chrysometa conspersa
- Chrysometa cornuta
- Chrysometa craigae
- Chrysometa cuenca
- Chrysometa decolorata
- Chrysometa digua
- Chrysometa distincta
- Chrysometa donachui
- Chrysometa duida
- Chrysometa eberhardi
- Chrysometa ecarup
- Chrysometa eugeni
- Chrysometa explorans
- Chrysometa fidelia
- Chrysometa flava
- Chrysometa flavicans
- Chrysometa fuscolimbata
- Chrysometa guadeloupensis
- Chrysometa guttata
- Chrysometa hamata
- Chrysometa heredia
- Chrysometa huanuco
- Chrysometa huila
- Chrysometa incachaca
- Chrysometa itaimba
- Chrysometa jayuyensis
- Chrysometa jelskii
- Chrysometa jordao
- Chrysometa keyserlingi
- Chrysometa kochalkai
- Chrysometa lancetilla
- Chrysometa lapazensis
- Chrysometa lepida
- Chrysometa levii
- Chrysometa linguiformis
- Chrysometa ludibunda
- Chrysometa luisi
- Chrysometa machala
- Chrysometa macintyrei
- Chrysometa macuchi
- Chrysometa maculata
- Chrysometa magdalena
- Chrysometa maitae
- Chrysometa malkini
- Chrysometa marta
- Chrysometa merida
- Chrysometa minuta
- Chrysometa minza
- Chrysometa monticola
- Chrysometa muerte
- Chrysometa niebla
- Chrysometa nigroventris
- Chrysometa nigrovittata
- Chrysometa nuboso
- Chrysometa nuevagranada
- Chrysometa obscura
- Chrysometa opulenta
- Chrysometa otavalo
- Chrysometa palenque
- Chrysometa pecki
- Chrysometa penai
- Chrysometa pichincha
- Chrysometa pilimbala
- Chrysometa plana
- Chrysometa poas
- Chrysometa puebla
- Chrysometa purace
- Chrysometa ramon
- Chrysometa raripila
- Chrysometa rincon
- Chrysometa rubromaculata
- Chrysometa sabana
- Chrysometa saladito
- Chrysometa saramacca
- Chrysometa satulla
- Chrysometa satura
- Chrysometa schneblei
- Chrysometa serachui
- Chrysometa sevillano
- Chrysometa sicki
- Chrysometa sondo
- Chrysometa sumare
- Chrysometa sztolcmani
- Chrysometa tenuipes
- Chrysometa tinajillas
- Chrysometa troya
- Chrysometa tungurahua
- Chrysometa uaza
- Chrysometa unicolor
- Chrysometa universitaria
- Chrysometa ura
- Chrysometa utcuyacu
- Chrysometa valle
- Chrysometa xavantina
- Chrysometa yotoco
- Chrysometa yungas
- Chrysometa yunque
- Chrysometa zelotypa